# Alyah
Pour l'acte d'immigration en Israël, voir Alya.
Pour plus de détails, voir Fiche technique et Distribution.
Alyah est un film français d'Élie Wajeman, sorti en salles le 19 septembre 2012.

## Synopsis
Alex Rafaelson (Pio Marmaï) est un petit vendeur de haschich puis de cocaïne : juif français de 27 ans, pas très porté sur la religion, il ne pratique pas et bredouille vaguement un peu d'hébreu mais se met dans la tête d'aller s'établir en Israël, plus exactement à Tel-Aviv après avoir passé son temps à se moquer de ses amis et de ses cousins l'ayant fait avant lui… Mais pour cela, il doit à la fois passer son Alyah et trouver 15 000 euros, et vite… Alex a rompu avec Esther (Sarah Le Picard) sans vraiment savoir pourquoi…
Isaac (Cedric Kahn), le frère ainé d'Alex, constamment dans le besoin financier, n'arrête pas de taper son petit frère pour rembourser ses dettes. Alex sature. Il faut dire qu’Isaac est le boulet par excellence. Tandis qu'il recherche ses 15 000€, Alex rencontre Jeanne (Adèle Haenel) qui tombe amoureuse de lui. Il est bien avec elle mais va-t-il pour autant renoncer à son projet ?

## Fiche technique
- Titre original : Alyah
- Année : 2012
- Réalisateur : Élie Wajeman
- Scénario : Élie Wajeman et Gaëlle Macé
- Assistants réalisateurs : Gabriel Lévy
- Scripte : Leïla Geissler
- Chef décoratrice : Gaëlle Usandivaras
- Monteur : François Quiqueré
- Maquilleuse en chef : Raphaëlle Thiercelin
- Costumes : Catherine Rigault
- Ingénieur du son : Mathieu Villien
- Directrice de post-production : Juliette Mallon
- Régisseur : Stéphanie Delbos
- Productrice : Lola Gans
- Directeur de la photographie : David Chizallet
- Directrice de production : Hélène Bastide
- Superviseur musical : Pascal Mayer
- Directrices du casting : Sarah Teper et Leila Fournier
- Ingénieurs du son : Emmanuel Croset et Sandy Notarianni
- Attachés de presse : Florence Narozni et André-Paul Ricci
- Production : 24 mai Production et Les Films Pelléas
- Coproduction : France 2 Cinéma, Rhône-Alpes Cinéma et Wallpaper Productions
- Distributeur France (Sortie en salle) : Rezo Films
- Exportation/Distribution internationale : Rezo World Sales
- Durée : 90 minutes
- Dates de sortie : 
  - Mai 2012 (Festival de Cannes)
  - 19 septembre 2012
- Genre : drame, thriller, romance
- Budget : 1 796 870 euros[1]

## Autour du film
- Cédric Kahn, qui joue ici le rôle du grand frère, était le professeur d'Elie Wajeman lorsque celui-ci étudiait à la Femis. Kahn avait d'abord refusé la proposition du jeune metteur en scène car il n'avait jamais joué à l'écran jusqu'ici, mais face à l'insistance du jeune homme, il a fini par accepter, allant même jusqu'à y prendre goût selon ses propres dires[2].